# Аманда Палмер
Аманда Маккіннон Палмер (англ. Amanda MacKinnon Palmer; нар. 30 квітня 1976, Нью-Йорк, США) — американська співачка, авторка пісень, музикантка і виконавець, провідна вокалістка, піаністка й авторка пісень дуету «The Dresden Dolls». Виступає як сольна виконавиця, а також була учасницею дуету «Evelyn Evelyn» та солісткою й авторкою пісень для «Amanda Palmer and the Grand Theft Orchestra». Стала культовою класикою й одна з перших музиканток, яка популяризувала використання краудфандингових вебсайтів.

## Молодість й освіта
Народилася в лікарні Маунт-Сінай у Нью-Йорку і виросла в Лексінгтоні, штат Массачусетс. Її батьки розлучилися, коли їй був рік, і в дитинстві вона рідко бачила свого батька.
Навчалася в Лексінгтонській середній школі, де спеціалізувалася на театральному мистецтві, а пізніше вступила до Весліанського університету, де вивчала театр і була членом Eclectic Society. 1999 року заснувала «Shadowbox Collective», перформанс-групу, яка виступала на вулицях та ставила театральні шоу (як-от вистава 2002 року «Hotel Blanc»).
1998 року закінчила Весліанський університет зі ступенем бакалавра. Кілька років працювала в жанрі вуличної пантоміми як жива статуя «Восьмифутна наречена» у Кембриджі, штат Массачусетс, Единбурзі, Берліні, Мельбурні (де вона зустріла свого майбутнього колегу Джейсона Веблі) та у низці інших місць.

## Кар'єра

### 2000—2007: «The Dresden Dolls» та «The Onion Cellar»

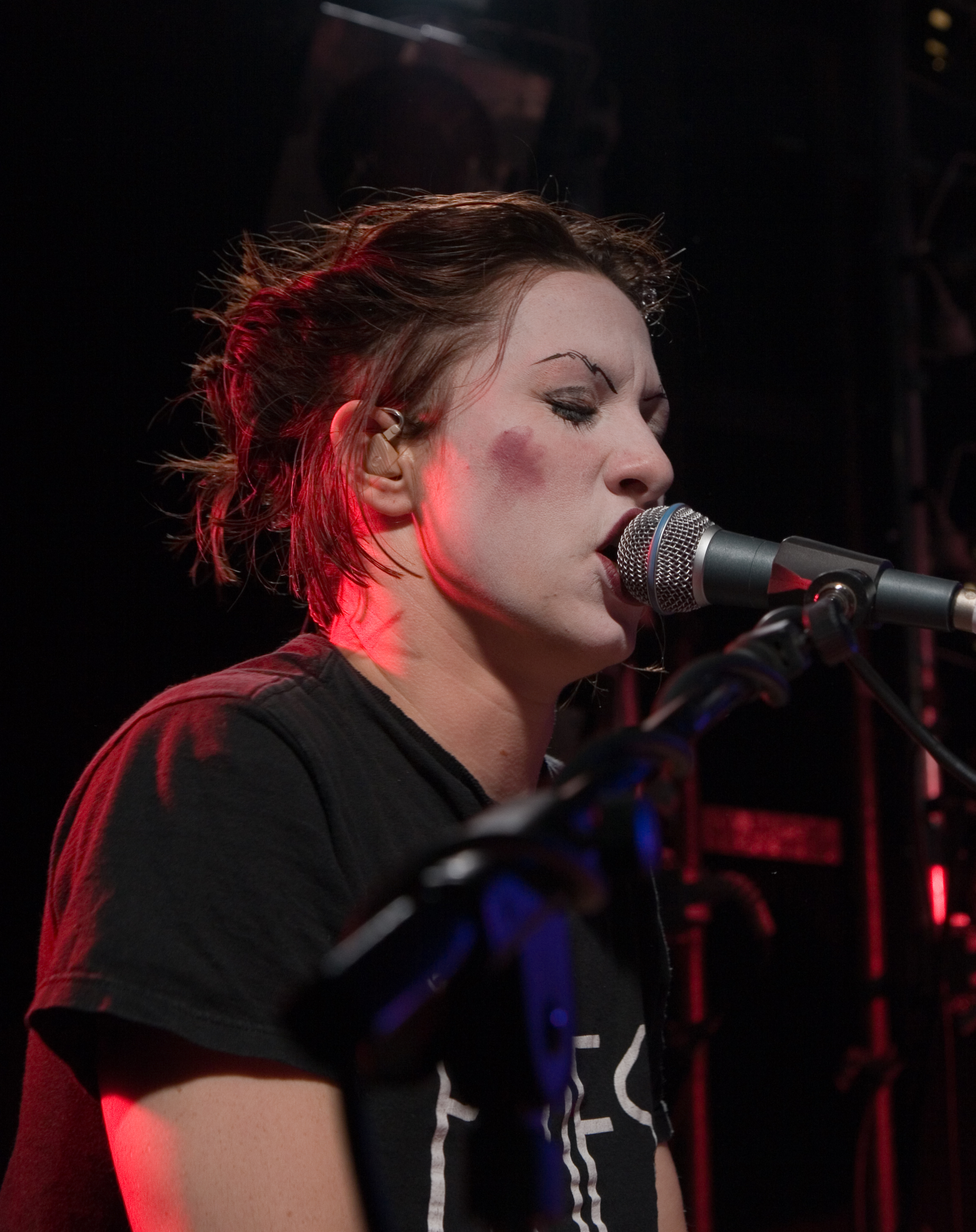
Палмер виступає з «Dresden Dolls» у таверні «Kings Arms» в Окленді, Нова Зеландія, вересень 2006 року

2000 року на вечірці з нагоди Гелловіну познайомилася з барабанщиком Браяном Вігліоне, після чого вони заснували «Dresden Dolls». Прагнучи розширити сценічний досвід і взаємодію, Палмер почала запрошувати учнів Лексінгтонської школи для гри в драматичних постановках на живих шоу «Dresden Dolls». Це допомогло заснувати Dirty Business Brigade, трупу досвідчених і нових артистів, які виступали на багатьох заходах.
2002 року, після визнання як культової класики, дует записав свій дебютний альбом «The Dresden Dolls» з продюсером Мартіном Бісі. Вони продюсували альбом перед підписанням контракту з лейблом Roadrunner Records.
2006 року вийшла аудіокнига «The Dresden Dolls Companion» зі словами, музикою та зображенням Аманди Палмер. В ній розповідається історія альбому «The Dresden Dolls» і дуету, а також частково автобіографія.
Задумала мюзикл/постановку «The Onion Cellar» на основі оповідання Гюнтера Ґрасса «Бляшаний барабан». З 9 грудня 2006 року по 13 січня 2007 року «Dresden Dolls» виконували цю п'єсу спільно з American Repertory Theatre театрі у Кембриджа, Массачусетс. Палмер була розчарована постановкою, але відгуки фанатів і критиків були дуже схвальними.
У червні 2007 року, у складі «Dresden Dolls», гастролювала з туром «True Colours Tour 2007» включно з її дебютним виступом у нью-йоркському «Radio City Music Hall» та її першим оглядом у «Нью-Йорк таймс».
Попри те, що «Dresden Dolls» 2008 року розпалися, Палмер і Вігліоне продовжували співпрацювати, і відбулося кілька незначних спільних виступів у 2011, 2012, 2016, 2017 і 2018 роках. 2022 року «Dresden Dolls» возз'єдналися та почали роботу над новим альбомом. 2023 року відбувся тур у США.

### 2007—2010: «Who Killed Amanda Palmer», «Evelyn Evelyn» і театральна робота
У липні 2007 року відіграла три концерти з аншлагом (у Бостоні, Гобокені та Нью-Йорку) у новому форматі «з гуртом». Її групою підтримки був бостонський альтернативний рок-гурт «Aberdeen City». У серпні 2007 року Палмер поїхала виступати на Единбурзькому фестивалі Fringe в Шотландії, а також на BBC Two. Співпрацювала з австралійською театральною компанією Danger Ensemble, разом виступивши у Мельбурні та на інших майданчиках Австралії у грудні 2007 року.

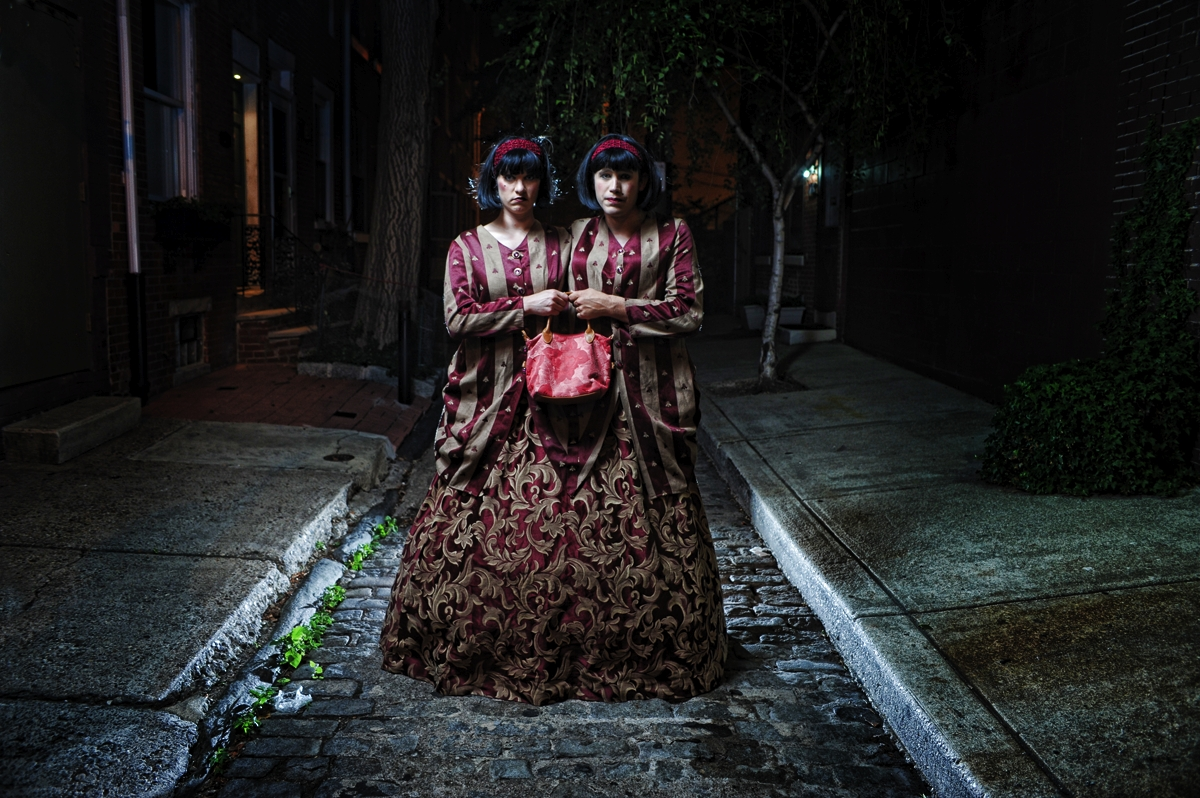
Палмер (ліворуч) як учасниця «Evelyn Evelyn» з Джейсоном Веблі

У вересні 2007 року співпрацювала з Джейсоном Веблі, щоб запустити новий проєкт «Evelyn Evelyn» з мініальбомом «Elephant Elephant». У проєкті дует грає сіамських сестер-близнючок, на ім'я Єва та Лін, і через свою музику розповідає свою вигадану передісторію.
У липні 2008 року «Dresden Dolls» випустили другу книгу «Virginia Companion», яка є продовженням «The Dresden Dolls Companion», у якій міститься музика та слова з альбому «Yes, Virginia…» (2006) і «No, Virginia…» (2008) альбоми, спродюсовані Шоном Слейдом і Полом Колдері.
У червні 2008 року розпочала сольну кар'єру з двома добре сприйнятими виступами з оркестром «Boston Pops».

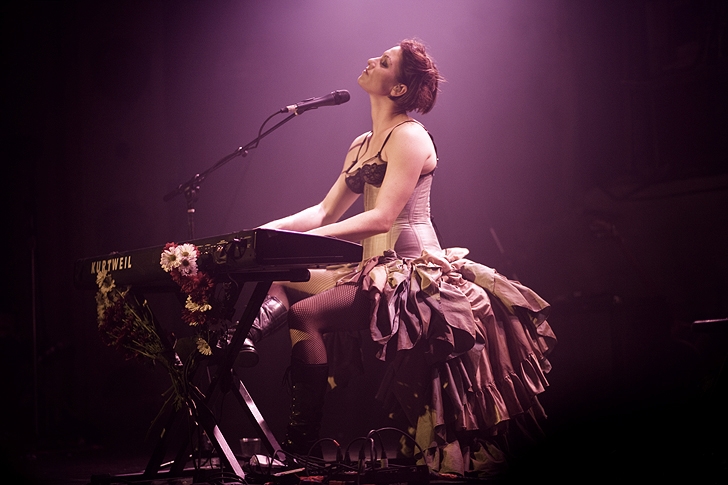
Палмер під час її рекламного туру 2008 року, присвяченого «Who Killed Amanda Palmer»

Її перший сольний студійний альбом «Who Killed Amanda Palmer» вийшов 16 вересня 2008 року. Бен Фолдс продюсував і також грав в альбомі. Назва є відтворенням виразу, який використовували фанати під час оригінального показу «Твін Пікс» «Хто вбив Лору Палмер?». У липні 2009 року випустили супутню книгу фотографій Палмер «Who Killed Amanda Palmer a Collection of Photographic» Evidence, наче її вбили. Книга містить фотографії Кайла Кессіді й оповідання Ніла Геймана, а також тексти з альбому.
Наприкінці 2008 року гастролювала Європою з Джейсоном Веблі, Зої Кітінг і «The Danger Ensemble», виконуючи пісні переважно зі свого дебютного сольного альбому. На більшості шоу на сцену виходила зі зламаною ногою, травму отримала в Белфасті, Північна Ірландія, коли автомобіль наїхав їй ногу на вулиці. У квітні 2009 року грала на фестивалі музики та мистецтв «Коачелла».
2009 року повернулася до своєї альма-матер, Лексінгтонської середньої школи в Массачусетсі, щоб співпрацювати зі своїм колишнім директором і наставником Стівеном Богартом у майстерні для весняної постановки кафедри. Вистава «З голкою, що співає в її серці» натхненна альбомом «Neutral Milk Hotel» «In the Aeroplane Over the Sea» і «Щоденником Анни Франк». Авішай Арці з NPR взяв інтерв'ю в акторського складу шоу для «All Things Considered».
2010 року повернулася в ART і протягом двох місяців виконувала роль Ведучого у «Кабаре». Того ж року «Dresden Dolls» возз'єдналися для туру у США, який розпочався на Гелловін у Нью-Йорку та закінчився у Сан-Франциско напередодні Нового року. 30 березня 2010 року Палмер і Веблі випустили свій дебютний альбом під однойменною назвою «Evelyn Evelyn». Він супроводжувався всесвітнім туром і графічним романом, заснованим на історії сестер.
Жартома почала використовувати гавайську гітару під час концерту, але незабаром вона стала звичайною частиною її репертуару. Пізніше записала повний альбом з супроводом укулеле «Amanda Palmer Performs the Popular Hits of Radiohead on Her Magical Ukulele».

### 2012—2014: «Theatre Is Evil» і «The Art of Asking»
20 квітня 2012 року оголосила у своєму блозі, що запустила попереднє замовлення нового альбому на Kickstarter. Зрештою проєкт підтримали 24 883 спонсори на загальну суму 1 192 793 $ — на той час найбільша сума коштів, коли-небудь зібрана для музичного проєкту на Kickstarter. Під час туру, пов'язаного з цим проєктом, виникло непорозуміння, про яке широко писали та коментували: Палмер опублікувала прохання до «напівпрофесійних» місцевих музикантів (шанувальників, які вже планували відвідувати різні зупинки під час туру) зголоситися зіграти кілька пісень з нею та її гуртом «The Grand Theft Orchestra» на концертах за «контакти, веселощі, пиво й обійми», а не гроші.
Після обурення з боку різних музичних спілок і професійних музикантів, Палмер відповіла публічно і змінила свою політику на виплату місцевим музикантам готівкою. Альбом «Theatre Is Evil» записали з Grand Theft Orchestra з продюсером Джоном Конглтоном і випустили у вересні 2012 року. 9 листопада 2012 року вийшов кліп на пісню «Do it With a Rockstar» на вебсайті «The Flaming Lips». Відео було створено та зрежисирувано Вейном Койном, вокалістом «Flaming Lips». Наступні відео випустили на «The Killing Type» і «The Bed Song».
9 серпня 2013 року дебютувала Лінкольн-центрі. У листопаді 2014 року випустила мемуари «Мистецтво запитувати», які розширюють її виступ на TED у лютому 2013 року. Книга потрапила в список бестселерів «Нью-Йорк таймс». Книга також отримала кілька критичних відгуків, зокрема на NPR.

### 2015—2018: «You Got Me Singing», «I Can Spin a Rainbow» і Patreon
3 березня 2015 року почала збирати фінансову підтримку на краудфандинговій платформі Patreon. На «Гей-фестівал» 2015 року розповідала про перспективу поєднання мистецтва та материнства. Розмова була записана для BBC Radio 4 і транслювалася 21 червня 2015 року. 2015 року була суддею 14-ї щорічної церемонії вручення незалежних музичних премій. Протягом перших місяців 2016 року випустила повністю профінансовану Patreon пісню «Machete» та EP-триб'ют Девіду Боуї «Strung Out In Heaven: A Bowie String Quartet Tribute». Співпрацювала зі своїм батьком Джеком Палмером для запису альбому «You Got Me Singing». У липні 2016 року давала концерти на підтримку альбому.
Співпрацювала з фронтменом «Legendary Pink Dots» Едвардом Ка-Спелом для запису альбому «I Can Spin a Rainbow». У травні та червні 2017 року дует гастролював на його підтримку з колишнім скрипалем «Legendary Pink Dots» Патріком Райтом.

### З 2019 року: «There Will Be No Intermission» і подкаст
8 березня 2019 року випустила третій сольний студійний альбом і перший за сім років, «There Will Be No Intermission». Альбом рекламувався великим світовим туром.
Восени 2020 року запустила подкаст «The Art of Asking Everything». 31 жовтня 2020 року Палмер і Вігліоне зіграли «Science Fiction/Double Feature», щоб відкрити збір коштів Wisconsin Democrats Livestream, який об'єднав деяких оригінальних акторів «Шоу жахів Роккі Хоррора».

## Особисте життя

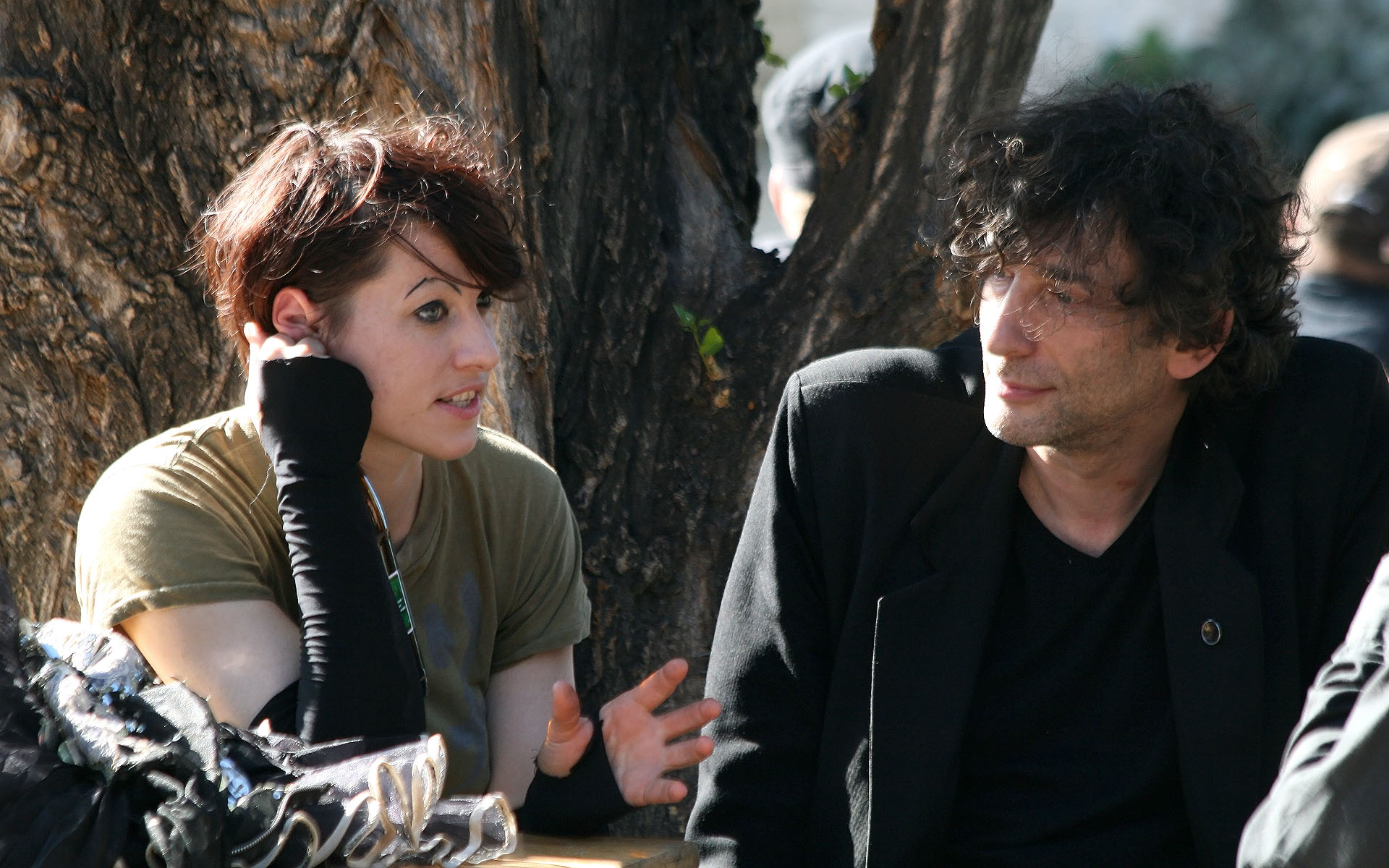
Аманда Палмер і Ніл Гейман (Відень, 2011)

Понад десять років жила у кооперативі незалежних артистів Cloud Club у Бостоні, штат Массачусетс.
Займалася йогою та медитацією. 2008 року написала статтю «Мелодія проти медитації» для буддійського видання «Shambhala Sun» (з 2015 року «Lion's Roar»), в якій описувала боротьбу між написанням пісень і здатністю очистити розум для медитації.
2007 року для afterellen.com сказала, що вона — бісексуалка: «Я бісексуалка, але це не те, про що я багато думаю». Вона говорила про свої відкриті стосунки і коментувала питання фемінізму.
Розповіла, що колись працювала стриптизеркою і називалася Берлін. Про цей досвід написала пісню «Berlin».
Зробила три аборти, і її пісня «Voicemail for Jill» розповідає про цей досвід.
2010 року Палмер і британський письменник Ніл Гейман підтвердили свої заручини. Пара одружилася на приватній церемонії в січні 2011 року. Весілля відбулося в салоні письменників Аєлет Волдман і Майкла Шебона. 2015 року у пари народився син.
У березні 2020 року у період її останнього етапу міжнародного туру на підтримку альбому «There Will Be No Intermission» почали застосовувати обмеження на авіаперельоти і закривати кордони через пандемію COVID-19. Палмер з чоловіком і сином перебували в Гейвлок-Норт, Гокс-Бей, коли 25 березня 2020 року уряд Нової Зеландії оголосив, що вся країна перейде на 4-й рівень попередження COVID-19: повне обмеження пересування та карантин у власних будинках. Пізніше Палмер оголосила на Patreon, що вони з Гейманом розійшлися. Пізніше пара опублікувала спільну заяву, в якій уточнила, що вони, не розлучилися. У листопаді 2022 року Палмер і Гейман у спільній заяві оголосили про розлучення.
У січні 2025 року стаття «Vulture» звинуватила Палмер в причетності до ймовірного сексуального насильства Геймана щодо щонайменше двох жінок. Одна з них, колишня няня, подала заяву в поліцію в Новій Зеландії. За її словами, офіцер порадив їй, налагодити співпрацю з Палмер, бо це важливою для справи. Однак Палмер відмовилася говорити з поліцією.

## Нагороди та відзнаки
- 2012: Нагорода «Artist & Manager» для новаторів
- 2012: Стрічка @amandapalmer у Твіттері у рейтингу "Найраща на думку «Boston Phoenix» за 2012 рік[85]
- 2011: Акторка місцевих постановок: Cabaret — Boston's Best, Improper Bostonian[86]
- 2010: Артист року — Boston Music Awards[87][88][89]
- 2010: кавер-версія «Fake Plastic Trees» (Radiohead) визнана 13-ю з 20 найкращих кавер-версій пісень 2010 року за версією журналу «Paste»[90]
- 2009: № 100 у рейтингу «After Ellen's Hot 100» за 2009 рік[91].
- 2008: № 6 у списку найкращих сольних виконавців за опитуванням читачів «Ґардіан» за 2008 рік[92].
- 2007: № 6 на Spinner.com «Women Who Rock Right Now»[93].
- 2006: «The Boston Globe» назвала її найстильнішою жінкою в Бостоні[94].
- 2006: Внесена до списку найгарячіших рок-жінок журналу «Blender»[95].
- 2005: Найкраща вокалістка за рейтингом WFNX / «Boston Phoenix» Best Music Poll[96][97].

## Дискографія

### Сольні студійні альбоми
- Who Killed Amanda Palmer (2008)
- Theatre Is Evil (2012) (з «The Grand Theft Orchestra»)
- There Will Be No Intermission (2019)

### Спільні студійні альбоми
- You Got Me Singing (2016) (з Джеком Палмером)
- I Can Spin a Rainbow (2017) (з Едвардом Ка-Спелом)
- Forty-Five Degrees — A Bushfire Charity Flash Record (2020) (з різними виконавцями)

### Інші альбоми
- Amanda Palmer Performs the Popular Hits of Radiohead on Her Magical Ukulele (2010)
- Amanda Palmer Goes Down Under (2011)
- An Evening With Neil Gaiman & Amanda Palmer (2013) (з Нлом Гейманом)
- Piano Is Evil (2016)

## Тури
- True Colors Tour[en] (2007)
- Who Killed Amanda Palmer Tour (2008—2009)
- Amanda Palmer: Live in Australia (2010)
- Evelyn Evelyn Tour (2010)[37]
- Dresden Dolls 10th Anniversary Tour (2010—2011)[36]
- Amanda Palmer & The Grand Theft Orchestra: Theatre Is Evil Tour (2012)
- An Evening with Neil Gaiman & Amanda Palmer (2013)
- The Music of David Byrne & The Talking Heads (2014—2015)[98]
- An Evening with Amanda Fucking Palmer (2015)[98]
- The Art of Asking Book Tour (2015)[99]
- You Got Me Singing Tour (with Jack Palmer) (2016)
- I Can Spin a Rainbow Tour (with Edward Ka-Spel) (2017)
- Dresden Dolls Reunion Tour (2017—2018)[100]
- There Will Be No Intermission World Tour (2019—2020)
- An Evening with Amanda Palmer: New Zealand Tour (2020)

## Фільмографія
| Рік  | Назва              | Нотатки                                          |
| ---- | ------------------ | ------------------------------------------------ |
| 2012 | Артифакт           | співрозмовниця                                   |
| 2014 | Храм мистецтва     | сопродюсер                                       |
| 2014 | Ленон чи Маккартні | короткий документальний фільм; фрагмент інтерв'ю |
| 2019 | Геппі!             | лідерка (1 епізод)                               |

## Подкасти
Восени 2020 року оголосила, що випустить подкаст «The Art of Asking Everything».